# 2042 Сітарські
2042 Сітарські (2042 Sitarski) — астероїд головного поясу, відкритий 24 вересня 1960 року.
Тіссеранів параметр щодо Юпітера — 3,322.